# Xylogenes semenovi
Xylogenes semenovi är en skalbaggsart som beskrevs av Pierre Lesne 1904. Xylogenes semenovi ingår i släktet Xylogenes och familjen kapuschongbaggar. Inga underarter finns listade i Catalogue of Life.